# Superintendencia de Servicios de Salud (Argentina)
La Superintendencia de Servicios de Salud es un organismo descentralizado de la República Argentina perteneciente a la Administración Pública Nacional dependiente del Ministerio de Salud de la Nación. Es el ente de regulación y control de las Obras Sociales Sindicales y de Dirección y aquellas comprendidas en el Art.1º de la Ley N.º 23.660 (con excepción de las entidades del inciso G que no han adherido a la citada normativa) y la Ley N° 23.661nbgffhko. Además regula las Entidades de la Medicina Prepaga, reguladas por la Ley N.º 26.682 y los Decretos N.º 1991/12 y N.º 1993/12.
Su objeto es asegurar el cumplimiento de las políticas del área para la promoción, preservación y recuperación de la salud de la población y la efectiva realización del derecho a gozar las prestaciones de salud establecidas en la legislación. (Decreto N.º 1576/98).
La Superintendencia de Servicios de Salud interviene en reclamos y  trámites vinculados a la gestión de los ciudadanos ante las Obras Sociales y Empresas de Medicina Prepaga, tales como: negativa de afiliación, irregularidades en situación de desempleo, problemáticas de cobertura prestacional, baja de afiliación, problemáticas de opción de cambio, por aumento indebido de cuota, por problemática de aportes y por prestaciones por discapacidad.
Entre los trámites que pueden concretar los usuarios ante la Superintendencia figuran: opción de cambio, corrección de padrón, solicitar alta o baja de menores, solicitar unificación o desunificación de aportes, y solicitar alta inmediata, entre otros. Antes de iniciar una gestión, se debe verificar si la Obra Social está dentro de su ámbito de acción.
La Superintendencia de Servicios de Salud es parte de la membresía de la Conferencia Interamericana de Seguridad Social, organismo internacional técnico y especializado, que tiene el objetivo de fomentar el desarrollo de la protección y seguridad social en América. 

## Destinatarios
- Usuarios.[7] de Obras Sociales Nacionales[1] y de Entidades de Medicina Prepaga[6]
- Obras Sociales Nacionales.[1] y Entidades de Medicina Prepaga[6]
- Prestadores Profesionales y Establecimientos.[8]

## Servicios Esenciales

### Regulación
Comprende la elaboración, aprobación e implementación de normas de regulación de las Obras Sociales Nacionales, y de las Entidades de Medicina Prepaga a partir del análisis del comportamiento del Sistema de Salud.

### Control y fiscalización
Incluye controles prestacionales, económicos, financieros y jurídicos de Obras Sociales Nacionales, y Entidades de Medicina Prepaga así como el control de opción de cambio de Obras Sociales, entre otros.

### Subsidios y reintegros
Refiere al apoyo financiero brindado a las Obras Sociales Nacionales por la cobertura de prestaciones médicas de baja incidencia, alto impacto económico y tratamiento prolongado, así como a los subsidios otorgados a las Obras Sociales con poblaciones en situación de vulnerabilidad.

### Registros
La Superintendencia de Servicios de Salud gestiona la inscripción en los siguientes registros: Registro Nacional de Obras Sociales (RNOS), Registro Nacional de Entidades de Medicina Prepaga (RNEMP) y Registro Nacional de Prestadores (RNP), que incluye a profesionales y establecimientos de salud.

### Promoción de los derechos de los ciudadanos
Atención de consultas, gestión de trámites y reclamos que realizan los usuarios de Obras Sociales Nacionales y de Entidades de Medicina Prepagas.

## Constitución
La Superintendencia de Servicios de Salud se constituye mediante el Decreto N.º 1615/96, en la jurisdicción del entonces Ministerio de Salud y Acción Social, como consecuencia de la fusión de la Administración Nacional del Seguro de Salud (ANSSAL), creada por la Ley N.º 23.661, de la Dirección Nacional de Obras Sociales (DINOS) establecida por la Ley N.º 23.660 y del Instituto Nacional de Obras Sociales (INOS) instituido por la Ley N.º 18.610.

## Historia
En 1970 se sanciona la Ley 18.610  de Obras Sociales. Su objetivo era fijar pautas mínimas para el funcionamiento de las mismas, consolidar bases financieras para sus prestaciones y otorgar identidad al modelo de seguridad social que se quería implantar.
El Instituto Nacional de Obras Sociales (INOS) sería la autoridad de aplicación de esas disposiciones. Además era necesario integrar las instituciones existentes a un sistema para aprovechar la capacidad instalada y las posibilidades financieras.
El modelo tenía como objetivo sustancial la protección de la salud de todos los habitantes resultado de la igualdad de derecho a la vida y a la salud, desarrollando también políticas de prevención y promoción de la salud, es decir mejorar la calidad de vida de los beneficiarios.
La Institución ejercía auditoría técnica de las prestaciones, de los recursos financieros, de los estados contables y de la administración de las obras sociales
En el año 1988 se reordenó el régimen y se creó el Sistema Nacional del Seguro de Salud. La Administración Nacional del Seguro de Salud (ANSSAL) tenía como funciones primordiales la promoción, coordinación e integración de las actividades de los agentes del seguro y la promoción e integración del desarrollo de las prestaciones de salud, la conducción y supervisión del sistema.
A partir del 11 de mayo de 1990 el INOS funcionó bajo la denominación de ANSSAL.
Bajo el Decreto N.º 1615/96, en 1996 se constituye la Superintendencia de Servicios de Salud.
En el año 1998 se pone en funciones y su competencia primaria es la regulación y control de las obras sociales y de otros actores del sistema de prestadores con el objetivo de preservar y mejorar la salud de la población. En tanto que desarrolla la tarea reguladora y reglamentaria de los servicios de salud, nacida en el INOS y continuada con la ANSSAL.
En 2012 la Superintendencia absorbe, a través del Decreto N° 1547/07, la Administración de Programas Especial (APE)  y su estructura es la que funciona hasta hoy en día.

## Sede Central
La sede central de la Superintendencia de Servicios de Salud se ubica en el edificio Arthaus, en Bartolomé Mitre 434 de la Ciudad de Buenos Aires. 

## Delegaciones
La Superintendencia de Servicios de Salud tiene presencia en todo el país a través de sus Delegaciones.

## Superintendentes
|    | Superintendente              | Período                                           |
| -- | ---------------------------- | ------------------------------------------------- |
| 1  | José Luis Lingeri            | 27 de febrero de 1997 - 12 de enero de 2000       |
| 2  | Dr. Rubén Cano               | 12 de enero de 2000 - 16 de enero de 2002         |
| 3  | Dr. Rubén Torres             | 16 de enero de 2002 - 9 de enero de 2006          |
| 4  | Héctor Capaccioli            | 25 de enero de 2006 - 12 de noviembre de 2008     |
| 5  | Dr. Juan Rinaldi             | 12 de noviembre de 2008 - 4 de agosto de 2009     |
| 6  | Dr. Ricardo E. Bellagio      | 4 de agosto de 2009 - 2 de julio de 2012          |
| 7  | Liliana Korenfeld            | 2 de julio de 2012 - 9 de diciembre de 2015       |
| 8  | Dr. Luis Scervino            | 16 de diciembre de 2015 - 23 de agosto de 2017    |
| 9  | Cdor. Sandro Taricco         | 12 de septiembre de 2017 - 3 de diciembre de 2018 |
| 10 | Dr. Sebastián Neuspiller     | 13 de diciembre de 2018 - 7 de enero de 2020      |
| 11 | Lic. Eugenio Daniel Zanarini | 8 de enero de 2020 - 4 de mayo de 2021            |
| 12 | Dr. Daniel Alejandro López   | 7 de mayo de 2021 - 10 de diciembre de 2023       |
| 13 | Enrique Rodríguez Chiantore  | 14 de diciembre de 2023 - 24 de enero de 2024     |
| 14 | Gabriel Gonzalo Oriolo       | 24 de enero de 2024 - actualidad                  |